# Polyalthia bracteosa
Polyalthia bracteosa este o specie de plante din genul Polyalthia, familia Annonaceae, descrisă de Nguyên Tiên Bân. Conform Catalogue of Life specia Polyalthia bracteosa nu are subspecii cunoscute.